# Giovanni Battista Franco

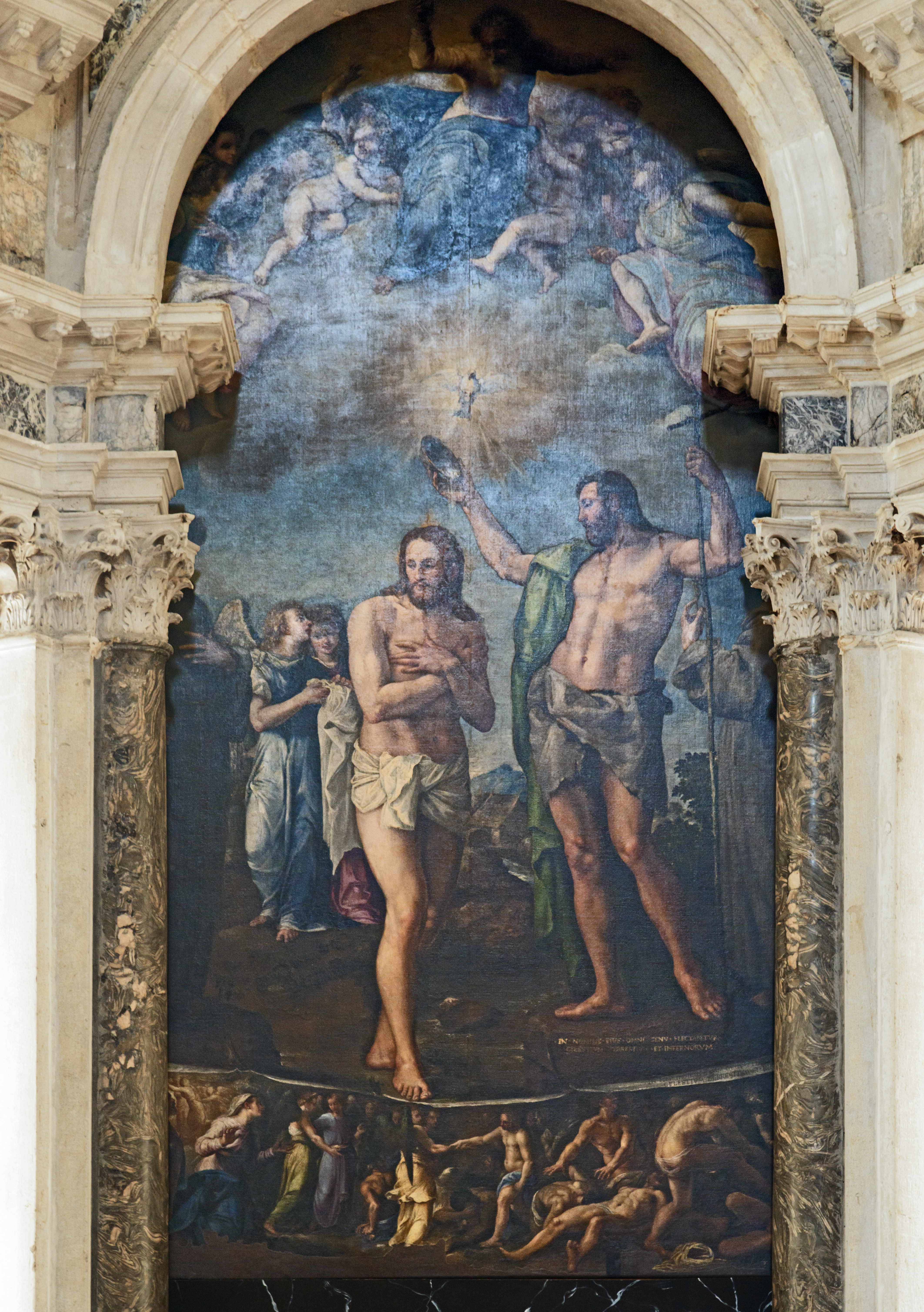
Kristi dop. Cappella Barbaro, San Francesco della Vigna, Venedig.

Giovanni Battista Franco, även känd som Battista Franco Veneziano, född omkring 1510 i Venedig, död 1561 i Venedig, var en italiensk målare och kopparstickare.
Franco kom som ung från Venedig till Rom, där han tog starka intryck av Michelangelos formvärld. Ett ingående studium av Sixtinska kapellets målningar ledde honom över i en manieristisk stil. Bland hans verk märks freskerna Johannes Döparens tillfångatagande i Oratorio di San Giovanni Decollato i Rom och Kristi liv i Urbinokatedralens sakristia. Större betydelse hade dock Franco som tecknare och kopparstickare. Han gjorde otaliga utkast till majolikaföremål och en stor mängd kopparstick.